# غار موگای
غار موگای که به غار هزار بودا هم شهرت دارد در جنوب شرقی مرکز دان هوانگ (به انگلیسی: Dunhuang) و در استان گانسو، چین واقع شده است. غار موگای در مسیر جاده ابریشم قرار دارد. این مجموعه از ۴۹۲ پرستشگاه به طول ۲۵ کیلومتر (۱۵٫۵ مایل) تشکیل شده است. اولین غارها در سال ۳۶۶ میلادی به عنوان مکان‌هایی از تعمق و عبادت بودایی حفر شد. غار موگای یکی از سه سایت معروف بودایی چین است. این مکان در ۱۹۸۷ در فهرست میراث جهانی یونسکو در چین به عنوان مکانی فرهنگی ثبت گردید.